# Turgo turbina
Turgo turbina je slična kao Peltonova turbina, ali vodeni mlaz prilazi bočno rotoru. One spadaju u skupinu impulsnih vodnih turbina i koriste se za srednje padove vode od 50 m do 250 m. Stupanj iskorištenja može dostići do 87 %.
Turgo turbine razvila je 1919. engleska tvrtka Gilbert Gilkes & Gordon Ltd., kao malu izmjenu na Peltonovoj turbini. Ona ima neke prednosti u odnosu na Peltonovu i Francisovu turbinu, posebno u radnom području koje je između te dvije vrste turbina. 
Prva prednost je da rotor nije tako skup kao kod Peltonove turbine, a drugo ne treba vodonepropusno kućište kao Francisova turbina. Treće, koristi veće brzine protoka vode i može podnijeti veće protoke vode, kao Peltonova turbina istog promjera, pa to smanjuje troškove na ugradnji električnog generatora i drugih instalacija. 
Turgo turbine veoma su česte kod malih hidroelektrana, gdje se dosta gleda na troškove gradnje. Kao i druge turbine koje imaju mlaznice, vrlo je bitno spriječiti dolazak krhotina i nečistoća na turbinu.